# Neuer jüdischer Friedhof (Ludwigsburg)
Der Neue jüdische Friedhof Ludwigsburg ist ein jüdischer Friedhof in Ludwigsburg in Baden-Württemberg.

## Geschichte
Nachdem der 1870 eingeweihte Alte jüdische Friedhof (Ludwigsburg) nach nicht einmal 30 Jahren seines Bestehens geschlossen werden musste, wurde 1897/99 in Ludwigsburg ein neuer jüdischer Friedhof angelegt. Wie bereits sein Vorgänger, der in unmittelbarer Nachbarschaft zum alten städtischen Friedhof eingerichtet worden war, wurde auch diese jüdische Begräbnisstätte direkt neben dem 1880 in Benutzung genommenen – nunmehr neuen – städtischen Friedhof an der Harteneckstraße platziert, von dem er inzwischen umschlossen ist (südlich der Aussegnungshalle). Die erste Bestattung auf diesem Friedhof, der auch nach 1945 noch belegt wurde, erfolgte 1904. Ein 1926 errichtetes Kriegerdenkmal erinnert an sechs im Ersten Weltkrieg gefallene Soldaten jüdischen Glaubens aus Ludwigsburg.

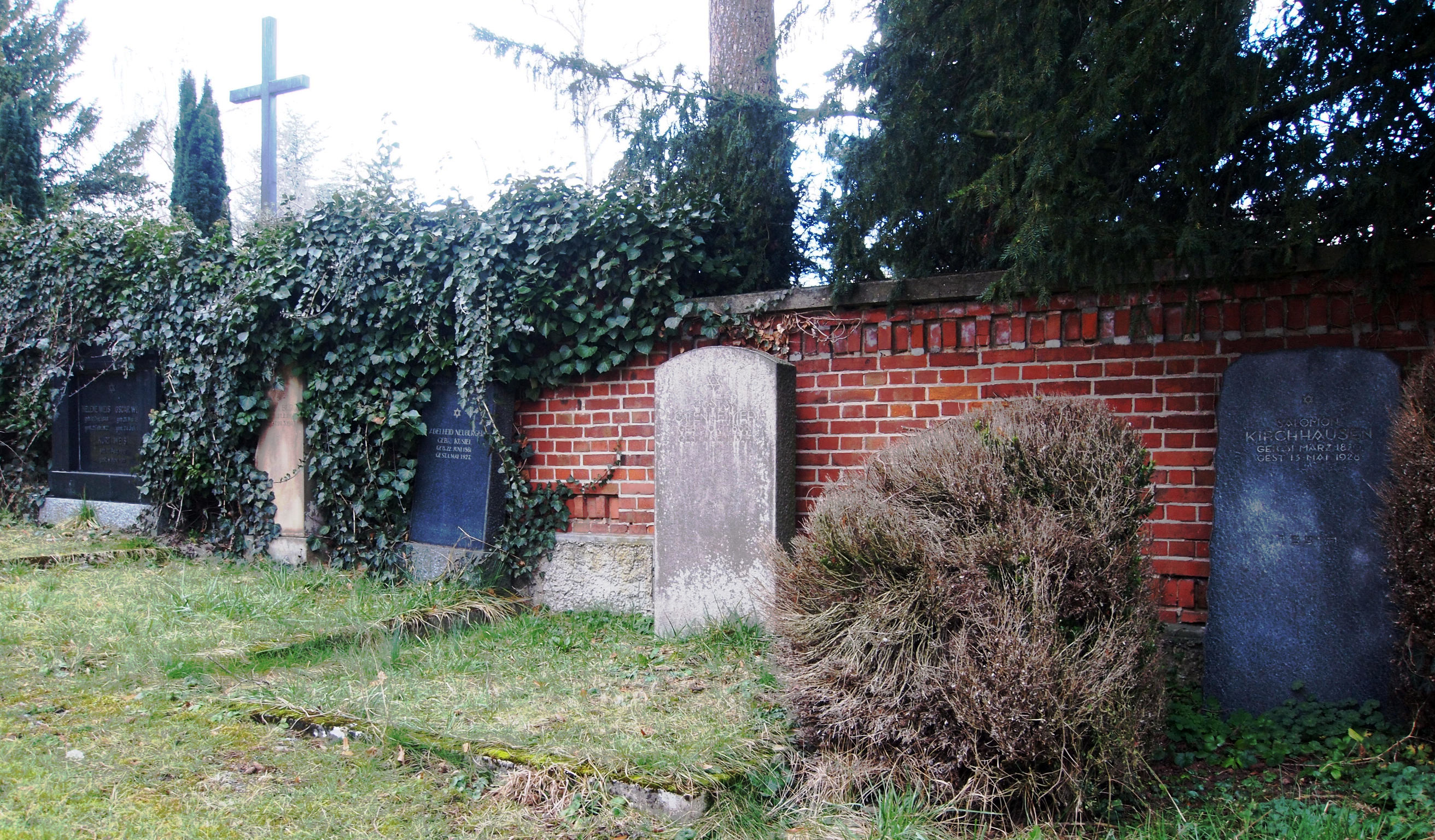
Grabsteine (Februar 2014)
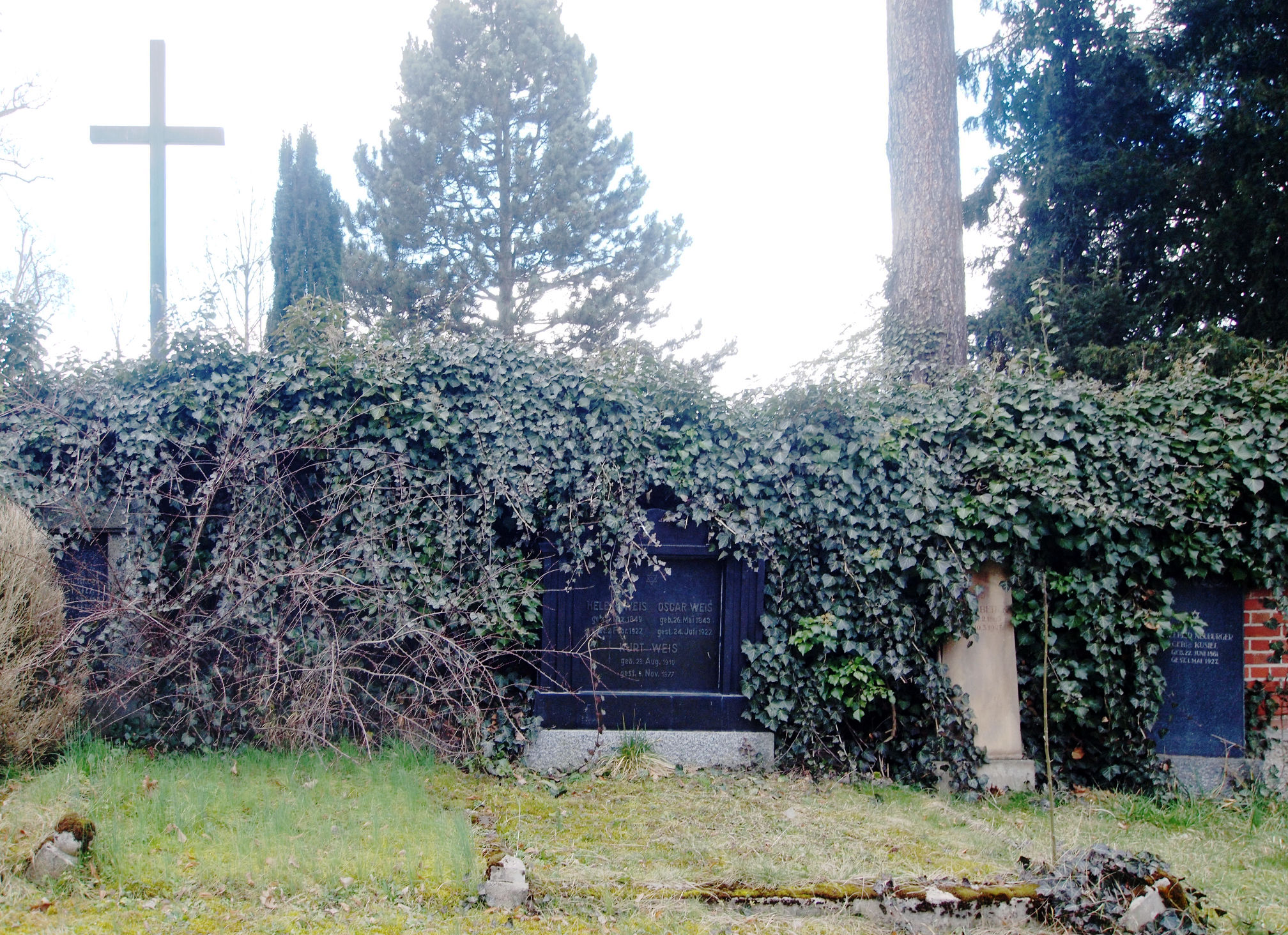
Grabsteine (Februar 2014)
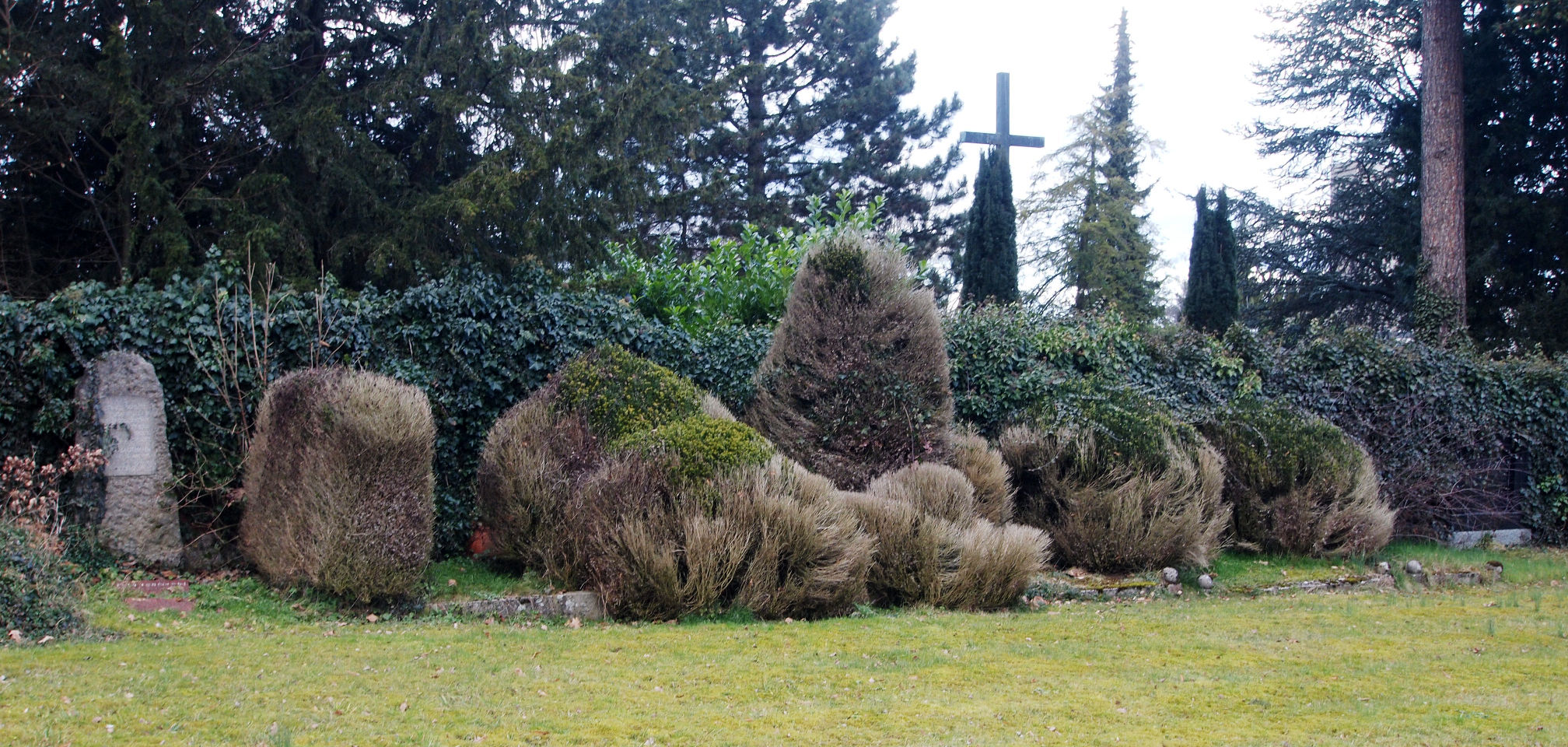
Überwucherte Grabsteine (Februar 2014)
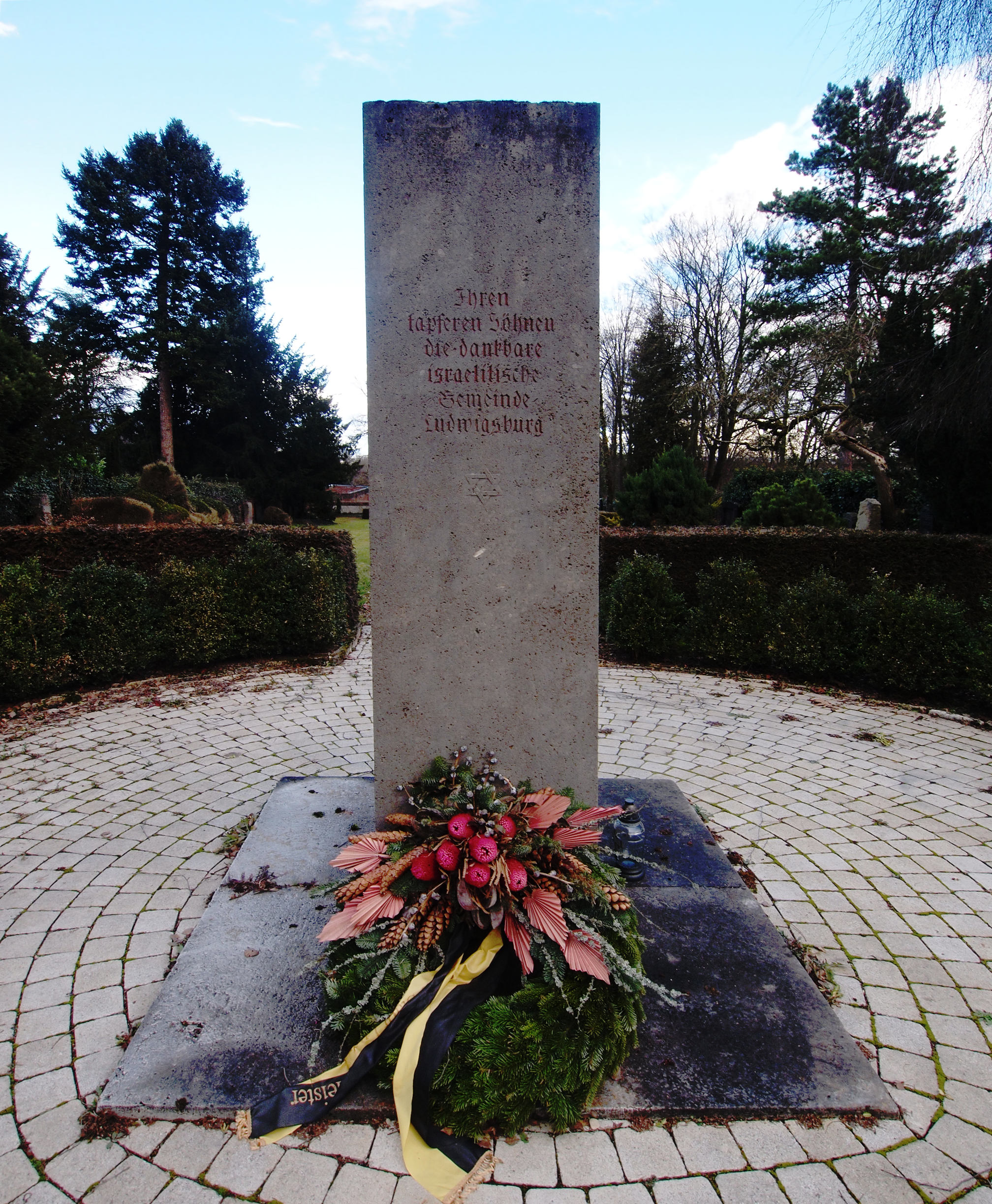
Jüdisches Kriegerdenkmal (Februar 2014)